# Дванадесета учебна авиобаза
Дванадесета учебна авиобаза е бивше военно формирование на Военновъздушните сили на българската армия. През по-голямата част от съществуването си Авиобаза Каменец е имала учебно-бойна и бойна авиация. Авиобазата първа въвежда учебно-бойния самолет l - 39 през 1986 година, първият български пилот обучен да пилотира на него е полковник Анатоли Табияшки, който става обучител. l - 39, все още е на въоръжение в страната.

## История
Създадена е през есента на 1994 г. със заповед N 00219 на основата на втори учебен авиополк, базиран в Каменец. През 1997 г. базата получава самолети L-29. Две години по-късно влиза в състава на корпус Тактическа авиация. От юни 2003 г. базата е преподчинена от корпус Тактическа авиация на Военновъздушното училище в Долна Митрополия.

## Командири
Званията са към датата на заемане на длъжността:
- майор Пенко Андреев (1990 – 1995 г.)
- полк. Владимир Томов ТОМОВ (1995 – 1999 г.)
- подп. Веско Иванов ПЕНЧЕВ (1999 – 2000 г.)

(От януари 2000 г. авиобазата премина на преподчинение на кТА)
- полк. Владимир Томов ТОМОВ (от 2000 г.)